# Hrabstwo Lafayette (Missouri)
Hrabstwo Lafayette (ang. Lafayette County) – hrabstwo w zachodniej części stanu Missouri w Stanach Zjednoczonych. Obszar całkowity hrabstwa obejmuje powierzchnię 638,86 mil2 (1 655 km²). Według danych z 2010 r. hrabstwo miało 33 381 mieszkańców. Hrabstwo powstało 16 listopada 1820 roku i od 16 lutego 1825 r. nosi imię markiza de la Fayette - generała wojsk amerykańskich wojny o niepodległość Stanów Zjednoczonych. Początkowo hrabstwo to nosiło nazwę Lillard.

## Sąsiednie hrabstwa
- Hrabstwo Ray (północny zachód)
- Hrabstwo Carroll (północny wschód)
- Hrabstwo Saline (wschód)
- Hrabstwo Johnson (południe)
- Hrabstwo Pettis (południowy zachód)
- Hrabstwo Jackson (zachód)

## Miasta
- Alma
- Bates City
- Blackburn
- Concordia
- Corder
- Emma
- Higginsville
- Lake Lafayette
- Lexington
- Mayview
- Napoleon
- Odessa
- Waverly
- Wellington

## Wioski
- Aullville
- Dover